# Ashihara kaikan
Ashihara kaikan (芦原会館), kürzer  Ashihara, ist ein Karatestil, der 1980 von Hideyuki Ashihara gegründet wurde. Der Stil ist eine Abspaltung aus dem Kyokushinkai von Ōyama Masutatsu und übernimmt viele Elemente aus diesem Stil, beinhaltet aber auch Neuentwicklungen und Anleihen aus anderen Kampfkünsten/stilen.

## Charakteristika
- Vollkontaktkampf. Wie auch im Kyokushinkai wird im Ashihara-Karate mit vollem Kontakt und dem Ziel eines Knockout gekämpft. Es wird dabei minimale Schutzausrüstung verwendet: Zahnschutz und Tiefschutz sowie Handbandagen. Manchmal werden zusätzlich Schienbeinschoner eingesetzt. Wie auch beim Kyokushinkai sind Handtechniken zum Kopf nicht erlaubt, Fusstechniken sind hingegen auf allen Höhen zugelassen.
- Sabaki-Prinzip. Dieses Prinzip von kreisförmigen Bewegungen nach dem „circle and point“-Prinzip, das aus dem Aikido übernommen wurde, ist die wichtigste Eigenschaft des Ashihara-Stils, die ihn vom Kyokushinkai unterscheiden.
- Vollständig eigene Kata. Die Kata des Ashihara-Stils wurden vollständig neu entwickelt und haben mit den traditionellen Kata vor allem das Lernprinzip gemeinsam, sind aber dynamischer und weniger starr als diese.

## Sabaki
Siehe auch Tai Sabaki
Die Sabaki-Methode ist ein Kampfprinzip, bei welchem den gegnerischen Angriffen ausgewichen wird, um gleichzeitig in eine günstige Position zu gelangen und von dort aus einen Konterangriff auszuführen. Die Idee dahinter ist, die Positionsänderung des Angreifers zum eigenen Vorteil zu nutzen. Beispielsweise wird einem geradlinigen Faustangriff diagonal nach vorne links ausgewichen (mit gleichzeitigem Block z. B. soto uke), wo man dann in einer vorteilhaften Position für einen Gegenangriff z. B. mit der Faust zum Kopf steht. Die Idee des Sabaki kommt unter anderem aus dem Aikido, wo das Ausweichen dann vor allem verwendet wird, um die kinetische Energie des Gegners in einem Wurf auszunutzen. Das Prinzip des Ausweichens wird zwar in den meisten Kampfsportarten implizit oder explizit benutzt, erhält aber im Ashihara eine besondere Gewichtung.

## Kata
Die Kata des Ashihara brechen mit der Tradition der meisten Karatestile, deren Kata oft über mehrere hundert Jahre bis nach China zurückzuverfolgen sind und in ihrer Geschichte von verschiedenen Meistern verändert und angepasst wurden, ohne jedoch grundlegend neue Paradigmen einzuführen. Im Gegensatz dazu wurden die Kata im Ashihara von Grund auf neu entwickelt, um die Prinzipien des Stils, die bedeutend von traditionelleren Stilen abweichen, angemessen zu repräsentieren. (Im Gegensatz dazu behält das Kyokushinkai, aus welchem Ashihara entstand, die traditionellen Kata weitgehend bei, obwohl andere traditionelle Elemente in den Techniken aufgegeben wurden.)
Alle Kata im Ashihara bestehen aus 10 Schritten, wobei der erste Schritt der Eingang in die Kampfstellung ist, die Schritte 2–9 verschiedene Angriffs- und Abwehrtechniken beinhalten und der zehnte Schritt eine Abschlusstechnik darstellt.
Die Kata gliedern sich in 5 Reihen:
- Shoshinha no kata: Diese 3 Katas beinhalten als Hauptelement das Ausweichen rückwärts, Distanzeinschätzung und Abwehrbewegungen.
- Kihon no kata: In diesen 3 Formen wird das Ausweichen vorwärts betont.
- Kumite no kata: Das Hauptaugenmerk in dieser Reihe, die 5 Katas beinhaltet, liegt auf Angriffstechniken für den Vollkontakt-Kampf.
- Nage no kata: Diese 3 Katas lehren Würfe und Fusstechniken.
- Jissen no kata: Diese Kata (dt. etwa „Echtkampf-Kata“) beinhaltet das Ausführen von vielen Techniken in schneller Folge.

Hideyuki Ashihara arbeitete vor seinem Tod an drei weiteren Kata-Reihen, die das Schwergewicht auf Selbstverteidigung, Waffen und kreisförmige Bewegungen legen sollten. Er konnte diese jedoch nicht mehr fertigstellen.
Zusätzlich zu den stileigenen Katas werden auf hohen Stufen zusätzlich einige Katas aus dem Repertoire der World Karate Federation und auch Hyeongs (Analoga zur Kata im Taekwondo) der World Taekwondo Federation gelehrt.

## Referenzen
- Ashihara, Beschreibung auf der Page des TSUNAMI KARATE CLUB